# Charlie Hennigan
Charles Taylor Hennigan Sr. (Bienville, 19 marzo 1935 – Humble, 20 dicembre 2017) è stato un giocatore di football americano statunitense che ha militato nel ruolo di wide receiver per tutta la carriera con gli Houston Oilers della American Football League (AFL).

## Carriera professionistica
Hennigan si unì agli Houston Oilers della AFL nella prima stagione di esistenza della lega, segnando il primo touchdown della storia della franchigia. Dopo una promettente stagione da rookie, nel 1961 giocò tutte le 14 gare come titolare imponendosi come una delle stelle assolute della AFL guadagnando 1.746 yard ricevute, un record del football professionistico che resistette per 34 anni. Uno dei bersagli preferiti del quarterback George Blanda, Hennigan fu il secondo giocatore di football professionistico a ricevere più di 100 passaggi in una stagione (101 e 1964) e a superare due volte il muro delle 1.500 yard stagionali (1961 e 1964). Detiene inoltre il record per il maggior numero di gare in una stagione da oltre 200 yard con 3 e il maggior numero di gare in una stagione con oltre 100 yard ricevute (11 alla pari con Michael Irvin e Calvin Johnson. Hennigan inoltre detiene il record AFL ricevendo 272 yard nella partita contro i Boston Patriots il 13 ottobre 1961.
L'Hall of Famer Willie Brown firmò inizialmente con gli Oilers nel 1963, ma fu svincolato durante il training camp. Nella serie del 2009 "Full Color Football: The History of the American Football League", George Blanda raccontò questa episodpio: "Willie non riusciva a marcare Charley Hennigan in allenamento, così fu lasciato andare e firmò coi Broncos. L'anno successivo giocammo contro Denver e Charley aveva bisogno di nove ricezioni per battere il record di Lionel Taylor di 100 ricezioni in una stagione. Charley raggiunse la cifra di cui aveva bisogno, con Willie che lo marcava. Willie è nella Hall of Fame. Dovrebbe esserci anche Charley Hennigan."

## Palmarès
- (2) Campionati AFL (1960, 1961)
- (5) AFL All-Star (1961, 1962, 1963, 1964, 1965)
- (2) Leader della AFL in yard ricevute (1961, 1964)
- Formazione ideale di tutti i tempi della AFL

## Statistiche
| Ricezioni              | 410   |
| Yard su ricezione      | 6.853 |
| Touchdown su ricezione | 51    |